# Emilio Butragueño Santos
Emilio Butragueño Santos (Madrid, 22 de juliol de 1963) conegut futbolísticament com a el Buitre, és un exjugador de futbol madrileny que va desenvolupar la seva carrera al Reial Madrid i a l'Atlètic Celaya de Mèxic. Actualment exerceix el càrrec de responsable de les relacions amb les institucions i organismes internacionals al Real Madrid CF.
Emilio Butragueño va néixer a Madrid el 22 de juliol de 1963. El 1981 va ingressar al Reial Madrid Amateur jugant els seus primers partits a tercera divisió. Aviat va debutar amb el Castilla (filial del Reial Madrid) guanyant el campionat de segona divisió (1983/84). Aquí va jugar amb Míchel, Manuel Sanchís, Rafael Martín Vázquez i Miguel Pardeza, creant l'anomenada Quinta del Buitre.
Al febrer de 1984, Alfredo Di Stéfano, entrenador del Reial Madrid, el va fer jugar a Primera Divisió de la lliga espanyola davant el Cadis, aconseguint dos gols, i incorporant-se al primer equip, on va poder aprendre de jugadors com José Antonio Camacho, Ulrich Stielike, Rafael Gordillo, Juanito o Santillana.
La seva participació va ser decisiva perquè l'equip aconseguís dos copes de la UEFA seguides (1984/85, 1985/86), títols que el van consagrar com un dels millors jugadors joves d'Europa, aconseguint el Trofeu Bravo, al millor jugador europeu de menys de 24 anys.
Va jugar al Reial Madrid durant dotze anys, on va aconseguir un trofeu Pitxitxi (1990/91) i va ajudar el seu company de davantera, Hugo Sánchez a aconseguir-ne quatre.
Va ser un jugador molt important en la selecció espanyola, on va jugar durant 10 anys (1984-94). És recordada la seva participació en el Mundial de Mèxic el 1986, i sobretot el partit de vuitens de final contra Dinamarca (5-1), en què va marcar 4 gols.
El juliol de 1995, va marxar a l'Atlètic Celaya, de Mèxic, jugant-hi durant tres anys, on va trobar-se el seu antic company José Miguel González Martín del Campo. El 18 d'abril de 1998 va retirar-se del futbol en un partit homenatge a Mèxic. Va viatjar als Estats Units per fer un curs de postgrau de gestió esportiva a la Universitat de Califòrnia a Los Angeles (UCLA).
El quinze de gener del 2001 va ser nomenat Director General Adjunt del Reial Madrid, càrrec que va mantenir cinc anys sota la presidència de Florentino Pérez.
El 10 de juny de 2009 va tornar a l'entitat madridista com a responsable de les relacions amb les institucions i organismes internacionals.

## Equips
- Castella (Espanya): 1982-1983
- Reial Madrid (Espanya): 1983-1995
- Atlético Celaya (Mèxic): 1995-1997

## Palmarès
- 6 Lligues (1986, 1987, 1988, 1989, 1990, 1995)
- 2 Copes del Rei (1989, 1993)
- 4 Supercopes (1988, 1989, 1990, 1993)
- 2 Copes de la UEFA (1985, 1986)
- 1 Copa de la Lliga (1985)
- 2 Trofeu Bravo (1985, 1986)
- 2 Pilotes de Bronze (1986, 1987)
- 1 Trofeu Pitxitxi (1991)
- 1 Bota de plata del Mundial de Mèxic de 1986